# Smilax staminea
Smilax staminea là một loài thực vật có hoa trong họ Smilacaceae. Loài này được Griseb. miêu tả khoa học đầu tiên năm 1842.